# Belloy-sur-Somme
Belloy-sur-Somme és un municipi francès situat al departament del Somme i a la regió dels Alts de França. L'any 2007 tenia 730 habitants.

## Demografia

### Població

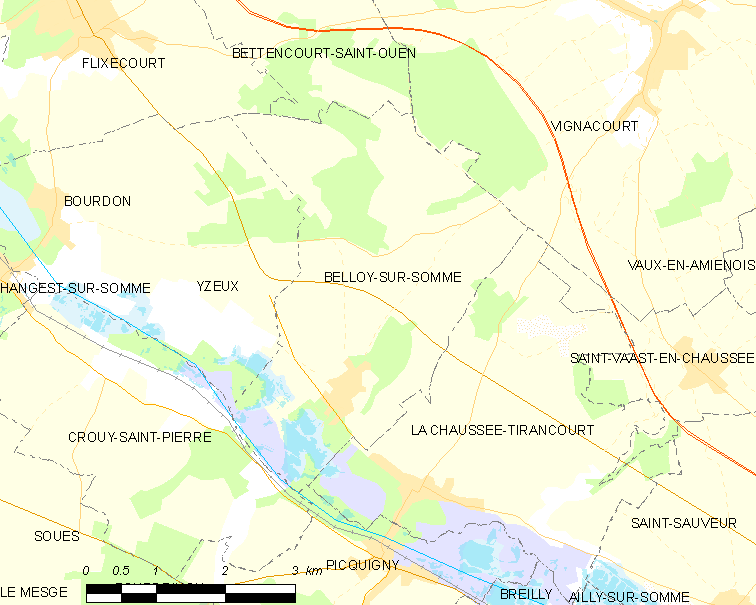

El 2007 la població de fet de Belloy-sur-Somme era de 730 persones. Hi havia 265 famílies de les quals 48 eren unipersonals (16 homes vivint sols i 32 dones vivint soles), 83 parelles sense fills, 106 parelles amb fills i 28 famílies monoparentals amb fills.
La població ha evolucionat segons el següent gràfic:
Habitants censats

### Habitatges

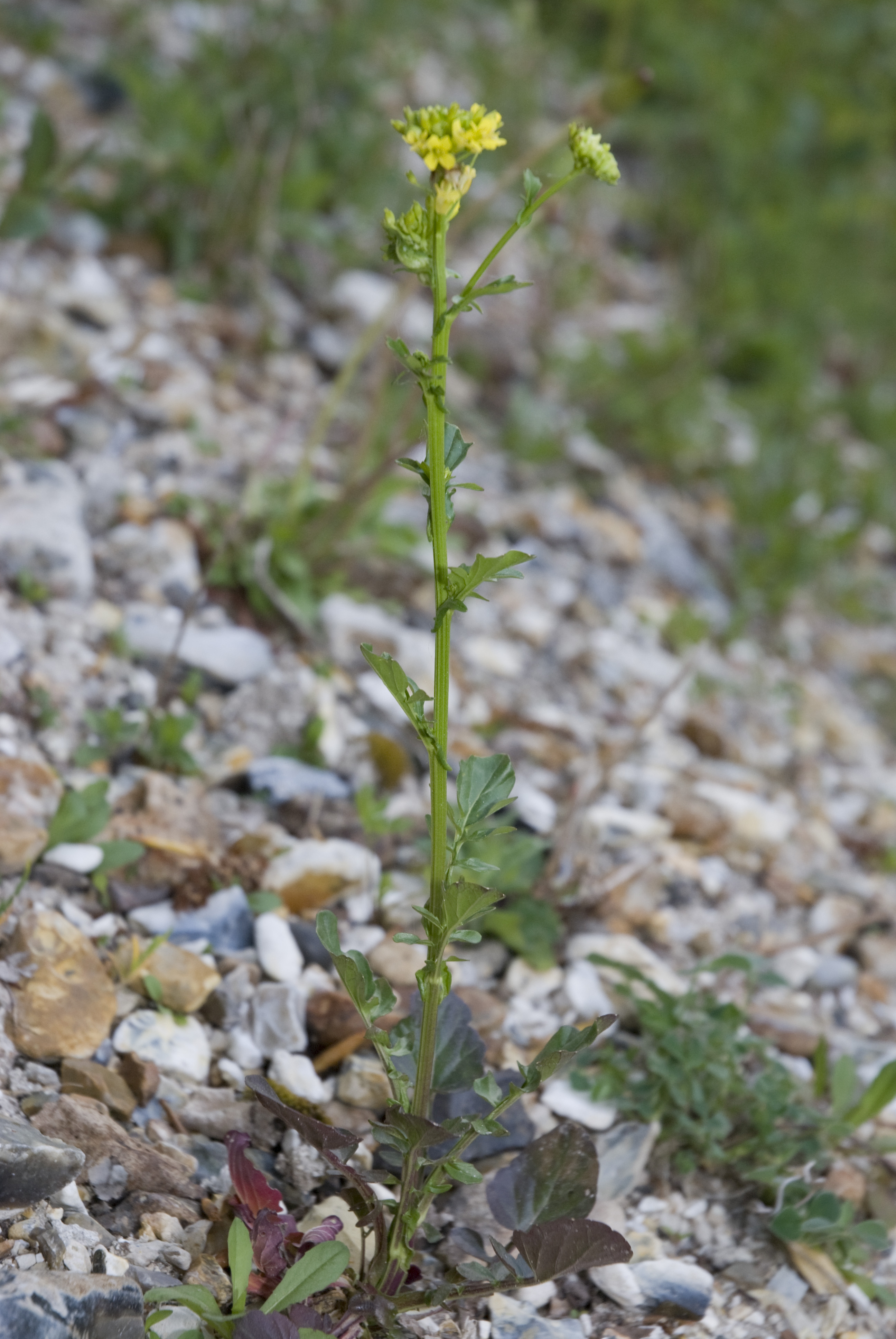
Barbarea vulgaris

El 2007 hi havia 287 habitatges, 265 eren l'habitatge principal de la família, 13 eren segones residències i 9 estaven desocupats. Tots els 286 habitatges eren cases. Dels 265 habitatges principals, 238 estaven ocupats pels seus propietaris, 20 estaven llogats i ocupats pels llogaters i 7 estaven cedits a títol gratuït; 8 tenien dues cambres, 30 en tenien tres, 68 en tenien quatre i 160 en tenien cinc o més. 168 habitatges disposaven pel capbaix d'una plaça de pàrquing. A 85 habitatges hi havia un automòbil i a 157 n'hi havia dos o més.

### Piràmide de població

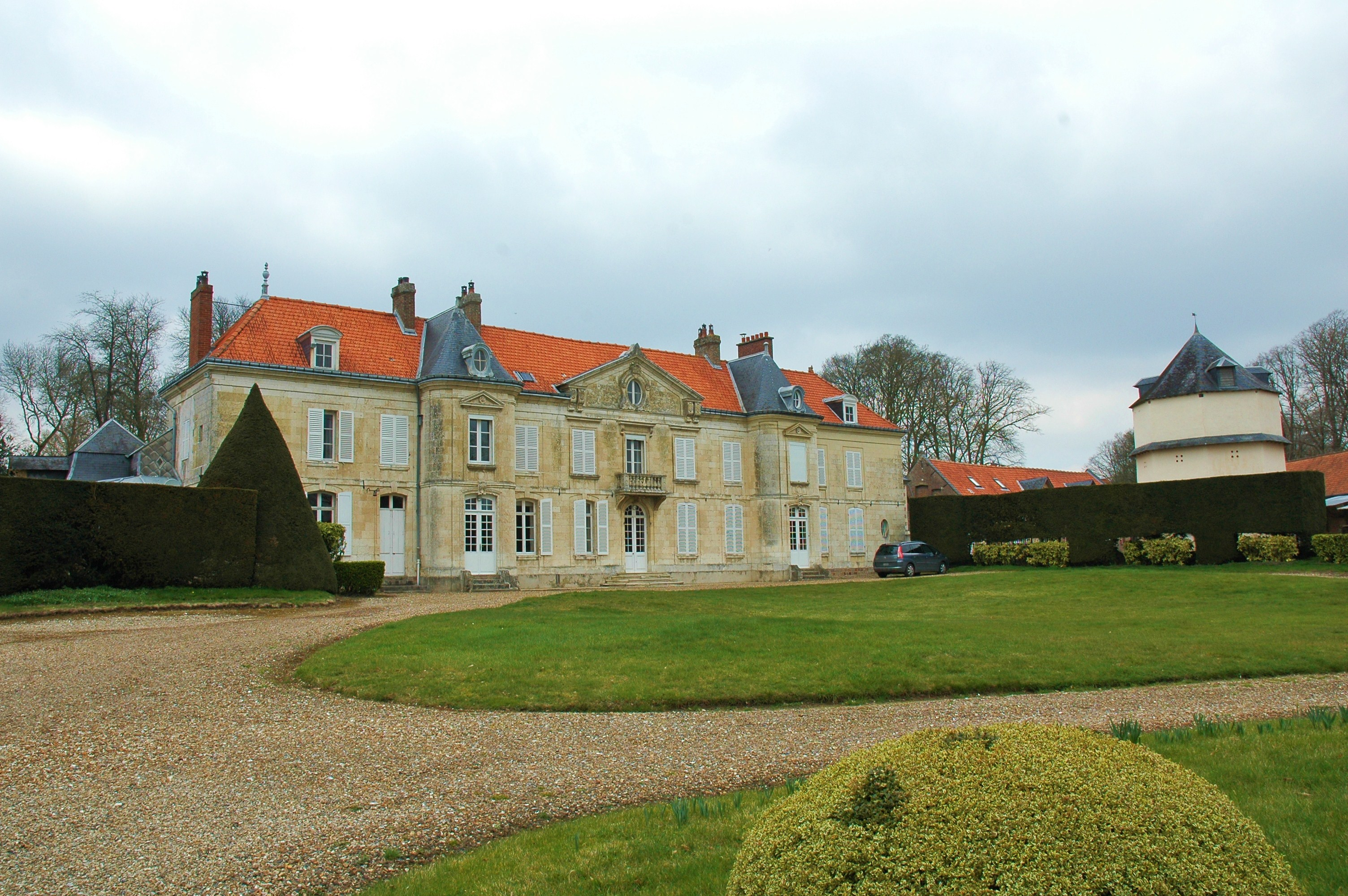

La piràmide de població per edats i sexe el 2009 era:
| Homes | Edats   | Dones |
| ----- | ------- | ----- |
| 0     | 95 o +  | 0     |
| 0     | 90 a 94 | 4     |
| 0     | 85 a 89 | 0     |
| 4     | 80 a 84 | 8     |
| 12    | 75 a 79 | 16    |
| 4     | 70 a 74 | 4     |
| 20    | 65 a 69 | 32    |
| 20    | 60 a 64 | 4     |
| 48    | 55 a 59 | 12    |
| 28    | 50 a 54 | 32    |
| 40    | 45 a 49 | 32    |
| 28    | 40 a 44 | 28    |
| 32    | 35 a 39 | 28    |
| 32    | 30 a 34 | 20    |
| 16    | 25 a 29 | 20    |
| 28    | 20 a 24 | 28    |
| 36    | 15 a 19 | 24    |
| 32    | 10 a 14 | 8     |
| 32    | 5 a 9   | 16    |
| 20    | 0 a 4   | 12    |

## Economia
El 2007 la població en edat de treballar era de 494 persones, 350 eren actives i 144 eren inactives. De les 350 persones actives 323 estaven ocupades (180 homes i 143 dones) i 27 estaven aturades (9 homes i 18 dones). De les 144 persones inactives 43 estaven jubilades, 46 estaven estudiant i 55 estaven classificades com a «altres inactius».

### Ingressos

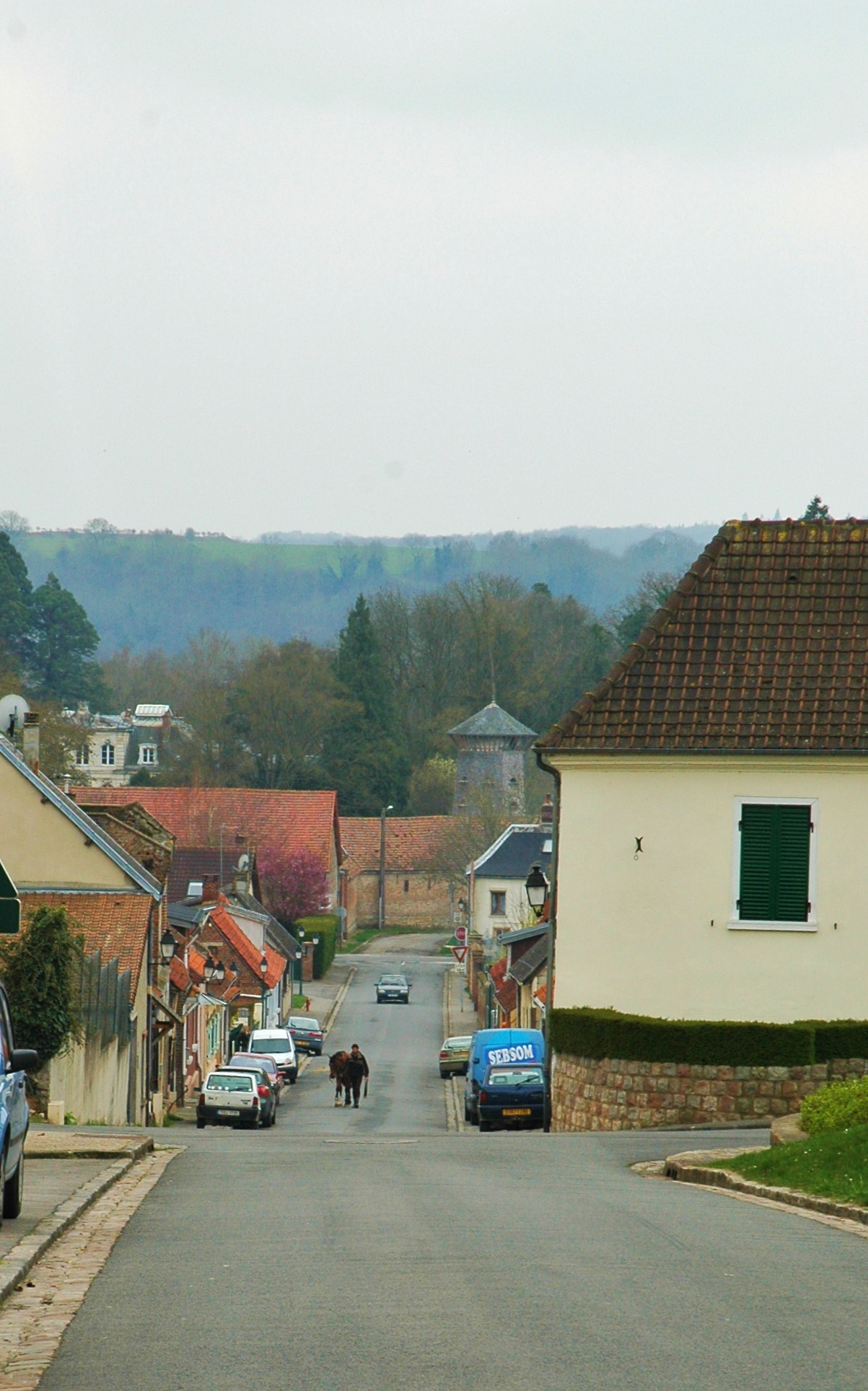

El 2009 a Belloy-sur-Somme hi havia 276 unitats fiscals que integraven 748 persones, la mediana anual d'ingressos fiscals per persona era de 20.102 €.

### Activitats econòmiques
Dels 12 establiments que hi havia el 2007, 1 era d'una empresa alimentària, 2 d'empreses de fabricació d'altres productes industrials, 1 d'una empresa de construcció, 1 d'una empresa de comerç i reparació d'automòbils, 1 d'una empresa d'hostatgeria i restauració, 4 d'empreses de serveis i 2 d'empreses classificades com a «altres activitats de serveis».
L'únic servei als particulars que hi havia el 2009 era un veterinari.
L'únic establiment comercial que hi havia el 2009 era una fleca.
L'any 2000 a Belloy-sur-Somme hi havia 13 explotacions agrícoles.

## Equipaments sanitaris i escolars
El 2009 hi havia 2 escoles elementals.

## Poblacions més properes

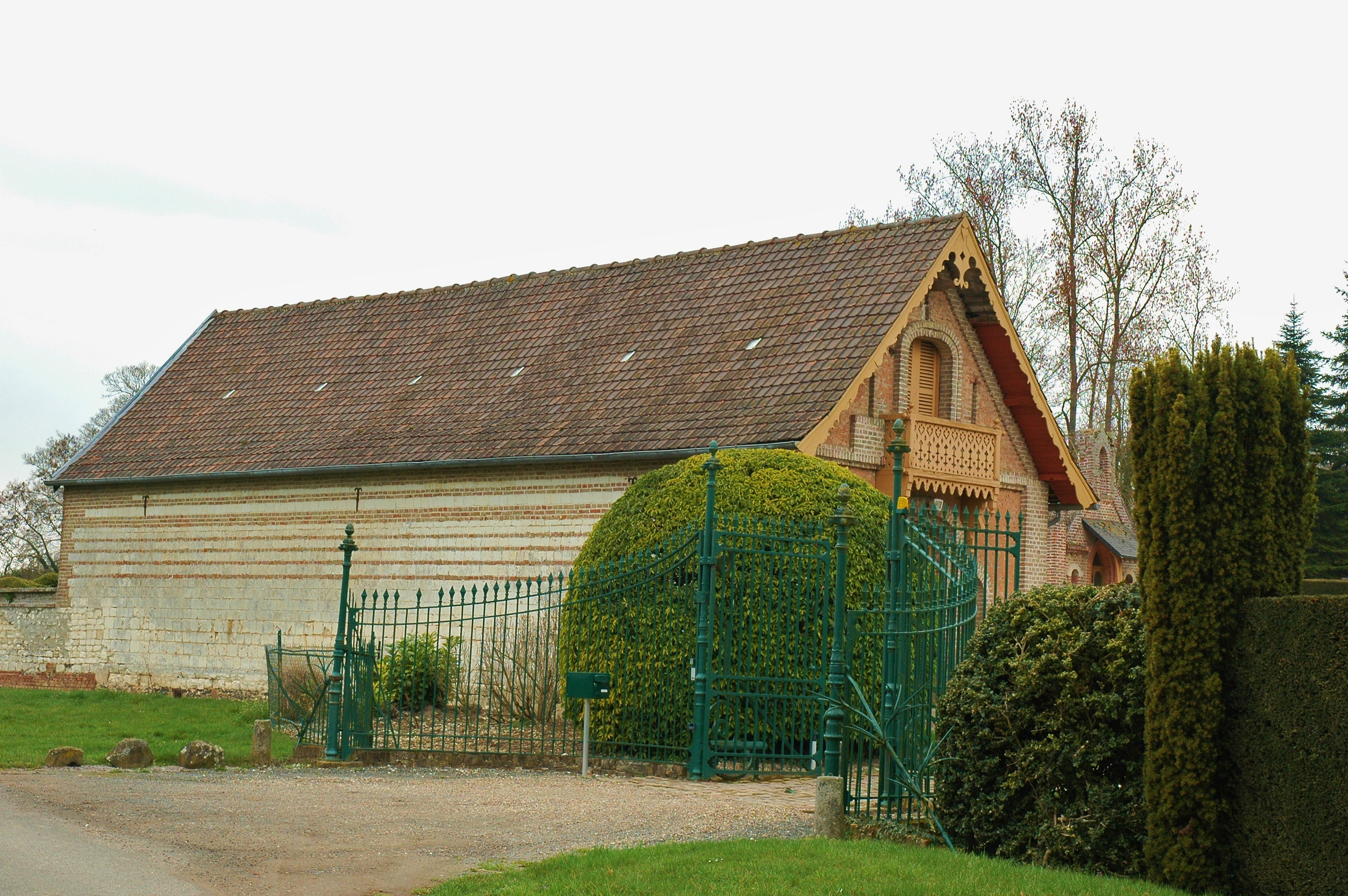

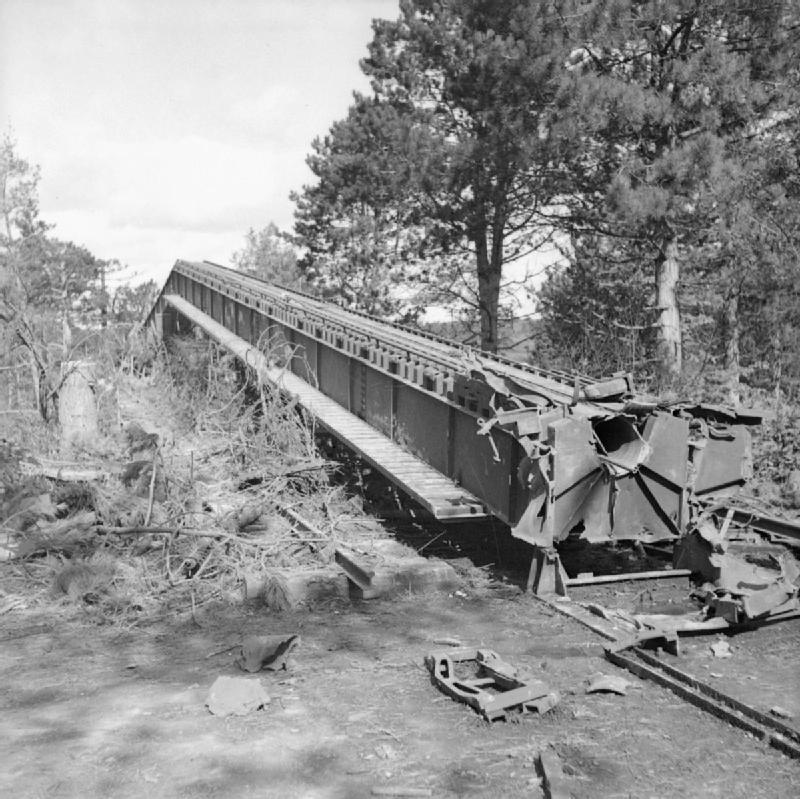

El següent diagrama mostra les poblacions més properes.